# Almaqah

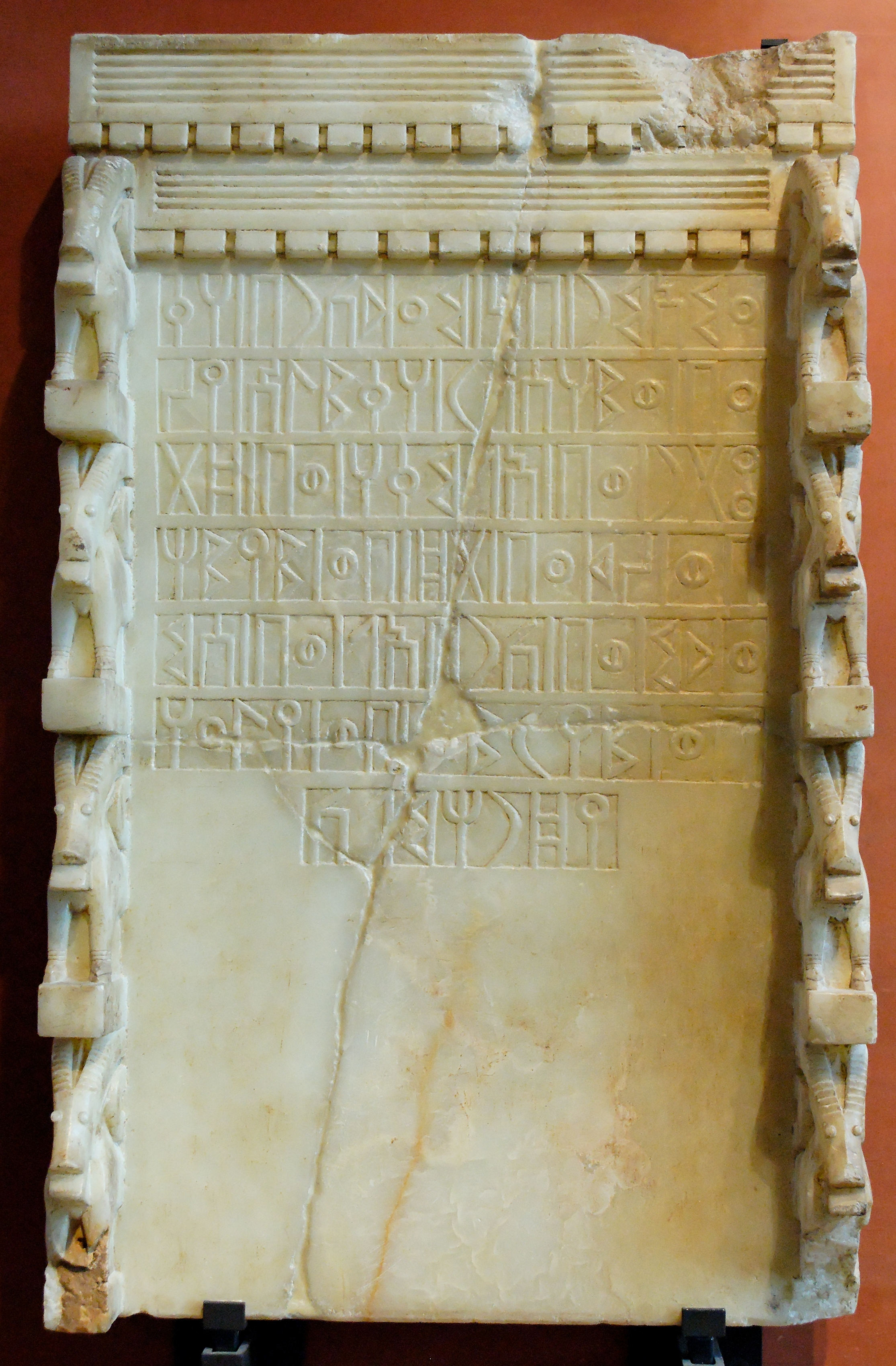
Inscripción sabea dirigida al dios solar/lunar Almaqah, mencionando cinco dioses del Sur de Arabia, dos soberanos reinantes y dos gobernadores.

Almaqah o Ilmuqah (árabe meridional epigráfico ; Ge'ez አለመቀሀ, ʾLMQH, árabe المقة) fue un dios solar tutelar del antiguo reino de Saba (en el actual Yemen) y de los reinos de Dʿmt y Aksum en Eritrea y el norte de Etiopía (ramificación de Saba).
Almaqah está considerado un dios solar pero hasta recientemente se le consideraba lunar. Hay una cierta controversia. Garbini y Pirenne (en 1972-74) mostraron que la cabeza de toro y los motivos de vid asociados a él, son atributos solares y dionisíacos por lo que, sería más probable un dios del sol, contraparte masculina de la diosa solar Sams, también venerada en Saba, como diosa tutelar de la dinastía real.
La dinastía que gobernaba Saba se consideraba a sí misma como "hijos de Almaqh". A Almaqah se le representaba con un grupo de rayos curvados, al modo de un arma parecido a una hoz o a la letra "S". Como "Toro del país del Señor", los toros eran sagrados y se le responsabilizaba de la fertilidad de la tierra y protector de los riegos artificiales. 
En un primer momento, Almaqah era representado junto al mukarrib (rey) y la familia reinante de Saba (de quien pensaba que serían sus hijos). Aunque figuraba con un papel importante en el panteón sabeo, en las invocaciones a los dioses siempre seguía a Athtar. 
El más importante y famoso templo dedicado a él era el de Awwam, en la capital sabea de Ma'rib. Otros templos se han descubierto en Nashq, Sirwah, Al-Masadjid y Yeha (Etiopía).